# ونگونگتسه ماوه
ونگونگتسه ماوه (به لاتین: Łęgonice Małe) یک روستا در لهستان است که در گمینا اودژووو واقع شده‌است. ونگونگتسه ماوه ۱۶۰ نفر جمعیت دارد.